# 冒険遊記プラスターワールド 〜伝説のプラストゲート〜
『冒険遊記プラスターワールド  〜伝説のプラストゲート〜』はタカラ（後のタカラトミー）より2003年4月24日に発売されたゲームボーイアドバンス用ゲームソフト。2003年12月4日に発売されたバージョンアップ版『冒険遊記プラスターワールド 〜伝説のプラストゲートEX〜』についても扱う。
テレビアニメ『冒険遊記プラスターワールド』のメディアミックスの一環として制作されたコンピュータゲーム。ジャンルはRPG。

## ゲームシステム
マルチ・プラストオン・システム
ボトルキャップ型のフィギュアを専用の読み取り機器に装着することでフィギュアのキャラクターと主人公がプラストオン(合体)するというシステム。プラスターフィギュアは本ゲーム以外にも「冒険遊記プラスターワールド プラストオンGP」(レースゲーム)、「プラストギア」(電子ゲーム)、「プラストトリガー」(ホビー)などに対応している。
プラストオン時の能力
スタンダード属性 - 足元に潜ることができる。動物などが懐いて主人公の背中についてくるようになる。
火属性 - フィールド上の蔦を燃やすことができる。洞窟など暗い場所を明るくすることができる。
水属性 - 水中を泳ぐことができる。地上では氷を作ることができる。
風属性 - 空を飛ぶことができる。
土属性 - 地面に潜った上で移動することができる。
メカ属性 - 重たい岩を動かすことができる。動物達と会話することができる。
第2弾以降のプラスターとプラストオンしていると古代語がわかるようになる。複数の能力を持つ伝説のプラスターも存在する。
戦闘システム
戦闘はオーソドックスなコマンド選択式で攻撃コマンドと防御コマンドがある。主人公自身がレベルアップで覚える技と、合体しているプラスターの成長で覚える技が使える。防御コマンドでは、攻撃を防ぐシールド、攻撃を避けるステップが使える。
ステップ斬り
画面に収まりきらないほど巨大な敵との戦闘では、攻撃を避けるとステップ斬りが発動する。たとえば巨大なムカデの攻撃を横に避けると、ムカデの頭を攻撃することができる。

## 登場人物
スター島の住人
主人公 / デフォルト名(男の場合はバリー、女の場合はデリィ)
トレジャーハンターになりたての若者。基本的にセリフはないがアイコンなどで感情表現はする。主人公は男女選べるがどちらを選んでもストーリーに変化はない。男の子の場合は剣士、女の子の場合は魔法使い系の技を覚える。
エアリーズ姫
スター島のお姫様。勝ち気で負けず嫌い、正義感が強く怖いもの知らず。主人公とは幼馴染。長く続く鎖国政策を中止するため、「姫さまサミット」を開催する。実はグルメで「姫さまサミット」の書状を届けるついでに世界中の名産品をお土産として買ってきてもらうことを主人公に頼む。リカちゃんハウスがお気に入り。11歳。
トーラス博士
島の歴史やプラスターについて詳しい博士。
ガイダンス
名前の通り青い箪笥に手足が生えたような不思議な生き物。お調子者で解説が得意。掃除中に地下室に閉じ込められ10年間眠っていた。口癖は「〜ダンス」。会話画面で喋らない主人公の代わりに話を進めたり、戦闘ではアイテムを使用することで主人公をサポートする。
アンラッキー一家
住もうとした家がことごとく何らかの原因で倒壊してしまう不運な一家。物語序盤でスター島の家がなくなって以降、新しい家を求めて世界中を旅する。家族構成は父、母、兄、妹。
ライバル/(選ばなかった性別の主人公のデフォルト名になる)
主人公より先輩のトレジャーハンター。主人公同様プラストオンすることができ、主人公の行く先々で出会う。選ばなかった性別の主人公がライバルとして登場する。住所は主人公の家の反対側。
じいちゃん
主人公の祖父。新しいピザを研究しており、たまに主人公にくれる。
リーフ列島島の住人
セーラー姫
リーフ列島のお姫様。他人の病気を治す力を持っており、ヒーラーの仕事で忙しい。24歳。
オーバーヒー島の住人
スパ姫
オーバーヒー島のお姫様。控えめだが芯の強い性格。水晶を使って未来を占うことができる。20歳。
ジオフロン島の住人
アリス姫
ジオフロン島のお姫様。まだ5歳だがジオフロン島では5歳で成人のため自らを立派な大人だと言い張る。穴掘り大会の優勝常連。主人公中の戦闘では敵を攻撃することでサポートする。
デザー島の住人
デューン姫
デザー島のお姫様。魔術に対抗する力を持っており囚われの身となっている。16歳。
メガバイ島の住人
メモリー姫
メガバイ島のお姫様。メカ人のため生まれてから一度も島から外に出たことがない。あるイベント以降メガバイ島の外にも行けるようになる。主人公と同行中の戦闘では主人公を回復することでサポートする。110歳。
オタック博士
メガバイ島を作った博士の孫。メカ人ではなく人間。
フロス島の住人
フラッペ姫
フロス島のお姫様。100年前、突然島ごと海に沈んでいたため氷漬けになっていた。28歳(氷漬けになっていた時間は除く)。
テンペス島の住人
ブリーズ姫
テンペス島のお姫様。勇敢な性格。主人公と同じくプラスターとプラストオンすることができる。メモリー姫とは友人同士。主人公と同行中の戦闘では敵を激しく攻撃することでサポートする。18歳。
サテライ島の住人
ヘブンリー女王
サテライ島を治める女王。25歳。
エンジェル姫
ヘブンリー女王の娘で生まれたばかりの赤ちゃん。0歳。
その他
エッセイのおばちゃん
世界中を飛び回っている保険屋さん。保険に加入した状態でゲームオーバーになると、最後に使用したサークルの横に現れ契約プランに応じて各種サービスを受けられる。風属性プラスターとプラストオンしており空を飛べる。
ニャンダイ
機械属性プラスターとプラストオンしている時にのみ会話できる世界中にいる猫達。ナゾナゾに挑戦できる。連続で正解した数に応じて景品が貰えるが、一度でも間違えると最初からやり直しになる。

## 地理
アニメのプラスターワールド・人間界とも異なるトレジャーワールドと呼ばれる世界が物語の舞台。
この世界は2段重ねのチョコレートファウンテンのような形状をしており、上の世界と下の世界とで分断されている。上の世界の果てから海全体が滝となって下の世界にまで流れ落ちている。
スター島、リーフ列島、オーバーヒー島、ジオフロン島入り口、コンプリー島が下の世界に、ジオフロン島出口、デザー島、メガバイ島が上の世界にあり、テンペス島とサテライ島が空高く浮いている。下の世界から上の世界に行くにはジオフロン島のシッコクのかいろうを通るしかないが、上の世界からは海中か空中ならどこからでも降りられる。
スター島
のどかな気候と豊かな緑に包まれた星型の島。姫さまサミットの会場となるお城、カラクリ屋敷、主人公の家などがある。アンラッキー一家の家もあったがガスのせいで沈下してしまった。
リーフ列島
桜が舞い散る島々。住人達は桜の木を加工した家の中に住んでいる。お城はひときわ大きな桜の木でできており、中には闘技場がある。島の外れの方にアンラッキー一家が家を建てるが、暴れクジラに破壊される。
サンゴの墓場
リーフ列島の海底にあるダンジョン。治療に必要なクスリさんごがある。水中であるため水属性とプラストオンしていると敵と戦うことなく進める。ダンジョンの奥には激流が流れているが、速く泳げる水属性プラスターとプラストオンしていると激流を遡って宝箱のある場所に行ける。ボスは井戸から竜巻が出ているような姿をした「トルネいど」。
オーバーヒー島
マグマあふれる活火山の島。島の中心を溶岩の川が流れている。近年火山の様子がおかしいためスパ姫が占いで調査している。温泉が名物。アンラッキー一家の家は火山の影響で倒壊してしまった。
溶岩洞
溶岩だらけの洞窟。暗いが炎属性プラスターとプラストオンしていると明るくなる。ボスの「セキニンテンカ」を倒すと謎の水晶を発見する。中盤に訪れる時にはより深部まで進むことになる。その際のボスは「チャティ」、「ウィスパー」。
ジオフロン島
人見知りな住人が多く住む地下の国。この国では5歳で成人となる。住人の多くが地属性プラスターとプラストオンしている。他の島と違いお金で道具や武器を売買するのではなく、よろず屋での物々交換が主流。ここでもアンラッキー一家が家を建てるが落石で潰れる。
シッコクの廻廊
上の世界と下の世界を繋ぐ洞窟を縦に登っていく。ボスは「チャティ」。一度クリアするとエレベーターが開通する。
デザー島
広大な砂漠の島。高い塀の中に国がある。街にはスロット屋とジャンク屋がある。お城は巨大な岩の上に建てられており、地下室には牢屋も完備している。アンラッキー一家の家は塀の外に作ったせいで砂漠に沈んでしまった。
流砂遺跡
流砂が特徴的な砂漠の遺跡。王様を正気に戻せるショウキノコがある。吸い込まれると地下に落とされるアリ地獄や、巨大な岩を流砂で動かす仕掛けがある。ボスはホネしかない巨大蛇の「ホネコンダ」。
メガバイ島
施設も人も全て機械の人工島。主な住人であるメカ人達は動力がなくなると停止する。化石アイテム変換装置、レース会場、ジャンク屋がある。停電騒動でアンラッキー一家の家はプレス機に潰されてしまった。
メガダンジョン
動力であるエターナルストーンが強奪されてしまい、停電状態になってしまったメガバイ島。地下牢に繋がれていたモンスター達が放たれ島全体がダンジョン化した。モバイルバッテリーに電力を充電し、閉鎖されたドアを開けながら脱出を目指す。ボスはクレーンのような「クレイン」。
フロス島
100年間海に沈んでいた極寒の島。溶岩洞の奥にある水晶が破壊された結果、押しとどめられていた溶岩が流れ込み浮上した。住人達は凍っているが、ハッカキャンディーか炎属性プラスターの能力で解凍できる。
地下神殿
フロス島の地下にある神殿。ツルツル滑る床やレーザーを出す石像などのトラップが待ち受ける。ボスである「ラウド」を倒した後に手に入れたエターナルストーンでメガバイ島を復旧できる。
テンペス島
いつも風が吹いている天空に浮かぶ島。メガバイ島の最上階から行くことができる。お城の中にある闘技場は勝ち抜き制。ウラノストーンを持っていればお城の最上階からサテライ島に行ける。アンラッキー一家の家は島の外れの方に建てていたため落下してしまった。
その他
沈没船
上の世界の海底に沈んでいる沈没船。隠されたアイテムがある。
空のお店
白い雲の中にある秘密のお店。風属性プラスターとプラストオンしてる時のみ入れる。
海底のお店
下の世界の海底にあるお店。水属性プラスターとプラストオンしてる時のみ入れる。
終盤以降のダンジョン
リカちゃんハウス
エアリーズ姫のお気に入りのおもちゃの家。うっかりモンスター図鑑を開いてしまったせいでモンスターが溢れている。主人公がボスのモンスター図鑑を倒してモンスターも居なくなり、アンラッキー一家の安住の地となった。
開かずの地下室
スター島の地下にあるダンジョン。入り組んでいる上に暗いので迷いやすい。ボスの「ムカッデミギ」を倒すとウラノストーンを手にれられる。
雷雲海道
テンペス島とサテライ島の間にあるダンジョン。サテライ島へのワープ装置の結界がある。ボスは「サイレント」。
サテライ島。
テンペス島より更に天空にあるヘルズラングのいる三日月のような形状の島。薄暗く不気味な雰囲気に包まれている。世界中から攫われてきた人達がいる。
牢獄塔
多くのトラップが仕掛けられている禍々しいラストダンジョン。囚われのデューン姫を救出しようとすると「ウィスパー」、「サイレント」が立ち塞がる。ラスボスは「ヘルズラング」。
コンプリー島。
住民も少なく小さな島。クリアすると地下への入り口に入れるようになる。この島の住民の言葉は第2弾のプラスターとプラストオンしていないとわからない。
とこしえの闇
シナリオクリア後に入ることのできるダンジョン。チャティ、ウィスパー、サイレント、ラウドのシルエットが途中のボスとして登場する。最下層のボスは「ヘルズダーク」。

## パスワードの語呂合わせ
ゲーム内でパスワードを入力することによって、コードの番号が選択することが可能である。基本的には放送開始日やゲームでの発売日に標準であるが、テレビアニメにて登場人物が演じている担当声優の語呂合わせを参照するという設定である（EXでは追加されているが、一部を除く）。
0403
冒険遊記プラスターワールドの放送開始日に該当。
0424
本作「伝説のプラストゲート」の発売日に該当。
1126
ビートマ（ビートマEX）役の福山潤の誕生日に該当。
0320
要トウマ役の浅川悠の誕生日に該当。
0626
ワイバースト、ガイダンス、アメドムチ役の千葉一伸の誕生日に該当。
1217
モーリィ役のTARAKOの誕生日に該当。
1021
デリィ役の櫻井浩美の誕生日に該当。
1112
ハーニア役の石川寛美の誕生日に該当。
0610
ザガリアン役の神奈延年の誕生日に該当。
0313
ガブリオン役の大林隆介の誕生日に該当。
1205
タンキュー役の渕崎ゆり子の誕生日に該当。
0908
ドリューン役の土師孝也の誕生日に該当。
0611
ウォリアム役の関俊彦の誕生日に該当。
0402
フェザード役の浪川大輔の誕生日に該当。
0530
マシャンタ役の保志総一朗の誕生日に該当。
1120
ギンガード役の草尾毅の誕生日に該当。
1014
ヴァローゼ役の岡野浩介の誕生日に該当。
0708
炎田ガン役の陶山章央の誕生日に該当。
0725
バドニック役の高木渉の誕生日に該当。
1215
ヴァルダ、ポセイホーン、ヴァルダグーミ他役の長島雄一の誕生日に該当。
0913
ザナグール、ギガジュール役の江川央生の誕生日に該当。
1228
テラ他役の山口隆行の誕生日に該当。
0421
マイティV役の小西克幸の誕生日に該当。
0103
バリー（バッドル）役の伊藤健太郎の誕生日に該当。
0211
ゴンゴラゴン役の有本欽隆の誕生日に該当。
0426
トラストーム役の辻谷耕史の誕生日に該当。
0711
ドラストーム役の渋谷茂の誕生日に該当。
0825
マッハ役の檜山修之の誕生日に該当。
0831
シャンタ姫役の平松晶子の誕生日に該当。
0803
イグニス役の古澤徹の誕生日に該当。
0616
ビッグライア、ザイアン他役の神田理江の誕生日に該当。
0318
カッチン姫役のかないみかの誕生日に該当。
1018
ダイランド役の若本規夫の誕生日に該当。
0826
ギンギラギン役の内海賢二の誕生日に該当。

## コミカライズ
須藤ゆみこによる「冒険遊記プラスターワールド エアリーズのワクワクあいらんど☆」が小学館の学年別学習雑誌「小学一年生」にて連載された。